# Купе (вагон)

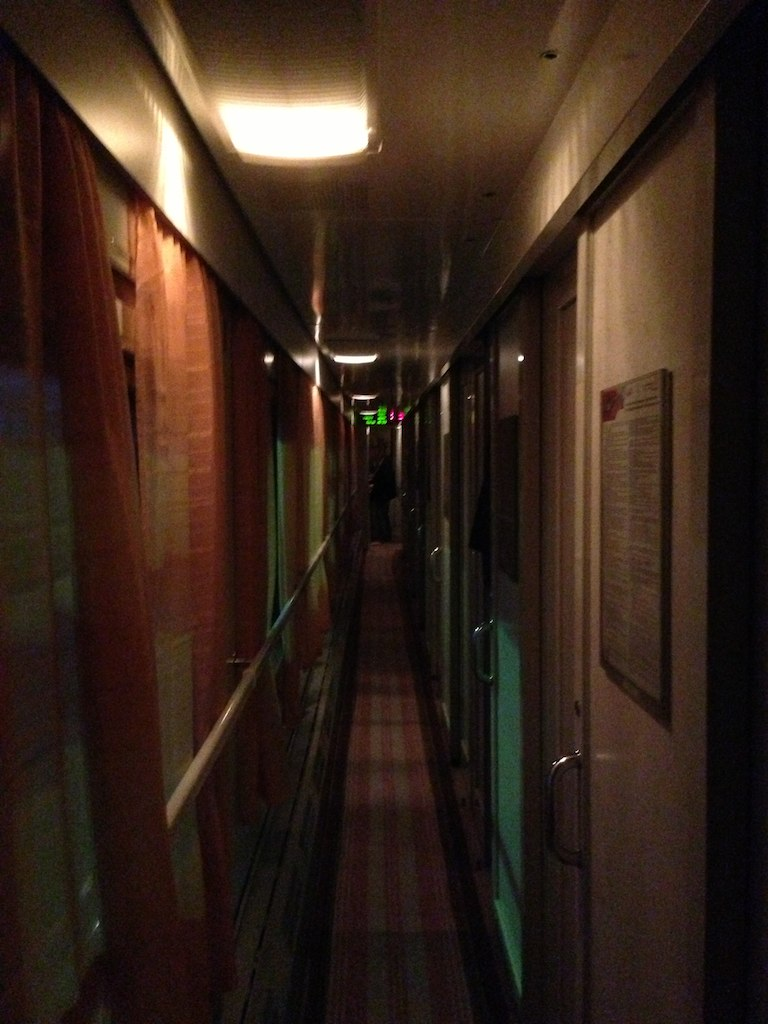
Коридор купейного вагона

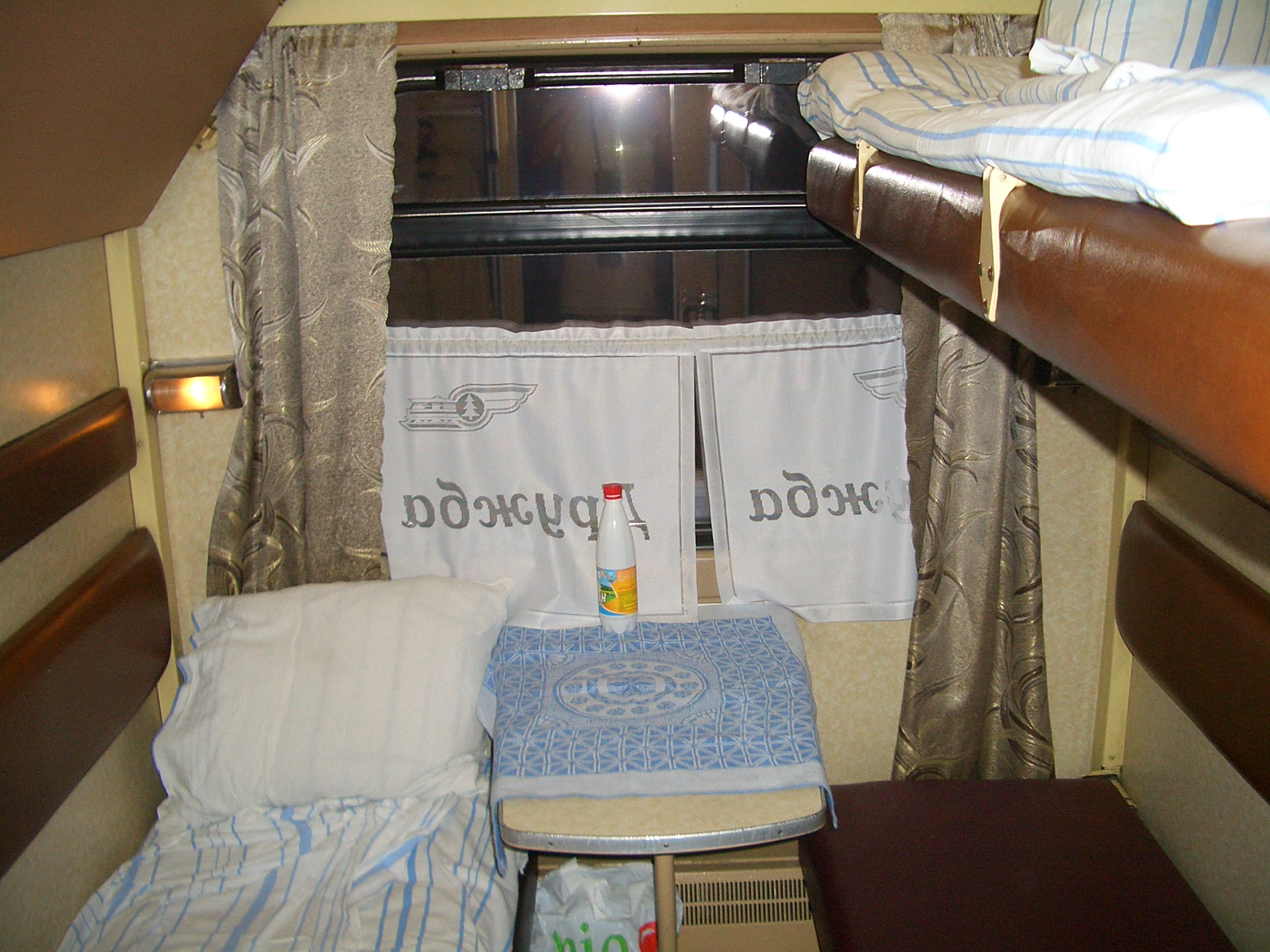
Чотиримісцеве купе купейного вагона

Купе́ (фр. coupé — «розрізаний», «розділений») — окреме відділення у залізничному пасажирському вагоні на два або чотири спальних місця. Купейний вагон, вагон-купе, вагон другого класу — тип пасажирського вагона, розділений на купе. Комфортніший від плацкартного вагона, але менш комфортний, ніж СВ або люкс.

## Опис
У купейному вагоні, як і у вагоні типу СВ, розташовано дев'ять чи десять (як в пасажирських вагонах виробництва  Крюківського вагонобудівного заводу) купе. На відміну від вагона типу СВ з двома спальним місцями, у всіх купе купейного вагона чотири спальні місця. Важливою відмінною особливістю купейного вагона є те, що, на відміну від  плацкартних вагонів, в купейному вагоні простір кожного купе ізольовано від загального проходу, що йде через весь вагон, глухою перегородкою з дверцятами. Крім того, оскільки в купейному вагоні відсутні бокові місця (а ширина загального проходу залишається незмінною) — довжина спальних місць в купейному вагоні більша ніж довжина небічних спальних місць в плацкартному вагоні.